# Ingram MAC-11
Ingram MAC-11 je skrajšana različica brzostrelke, izdelane v ZDA, ki je izpeljana iz brzostrelke MAC-10.

## Značilnosti
MAC-11 je lažja in krajša izpeljanka brzostrelke MAC-10, kar omogoča še bolj prikrito nošenje.
Brzostrelka MAC-11 uporablja dušilec poka, v katerem so kovinske pregrade nadomeščene s krpicami, kar ga naredi bolj učinkovitega od dušilca pri MAC-10, vendar  na račun bistveno krajše življenjske dobe.
V primerjavi z brzostrelko MAC-10 ima MAC-11 dodan tudi drsnik, s katerim je možno zakleniti sprožilec, posledično pa to povzroči tudi blokiranje zaklepa, kar prepreči neželeno sprožitev orožja v primeru padca na tla.
Hitrost streljanja MAC-10 je zaradi lažjega zaklepa 1600 strelov na minuto, kar pomeni, da se nabojnik z 32 naboji izprazni v 1,6 sekunde, to pa obenem povzroči tudi nizko natančnost streljanja zaradi odsuna.

## Različice
- različica v kalibru 9×19 mm
- različica v kalibru .380 ACP

## Uporabniki
- ZDA - varnostne službe
- Slovenska vojska

- Teritorialna obramba Republike Slovenije[1]